# The Archers (feuilleton radiophonique)

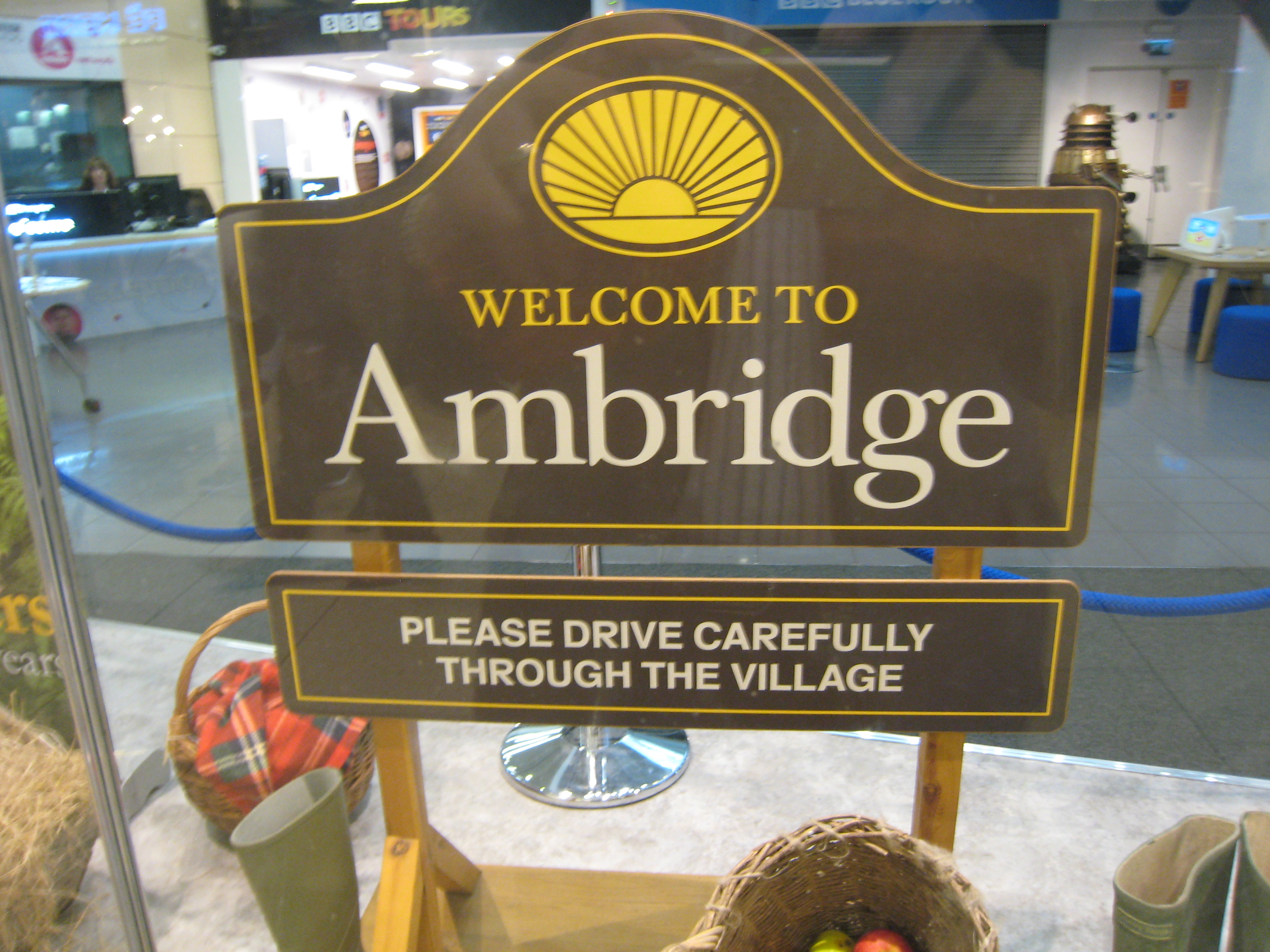
Panneau indiquant le village fictif d'Ambridge, qui est le lieu principal du feuilleton "The Archers".

The Archers est un feuilleton radiophonique actuellement diffusé par BBC Radio 4. Lancé le 1er janvier 1951, il est de par sa longévité, le plus ancien au monde dans sa catégorie, avec plus de 20 000 épisodes produits.

## Histoire du feuilleton
Créée par Godfrey Baseley (en), cette fiction agraire très réaliste prend place dans le petit village d'Ambridge situé dans le Borsetshire, deux endroits totalement imaginaires, mais situés supposément dans les Midlands, en Angleterre.
L'action se déroule, au départ, dans la ferme de la famille Archer appelée Brookfield, forte de 190 hectares. La famille est confrontée au fil du temps à l'évolution économique, sociale et politique du pays. L'actrice Patricia Greene (en) qui donne sa voix au personnage de Jill Archer, depuis 1957, est la doyenne de cette distribution.
Le premier épisode, enregistré à partir de mai 1950, dans le but d'informer les fermiers anglais, et d'augmenter la production, et sous la tutelle du ministère de l'Agriculture britannique, fut diffusé sur la BBC Home Service et était sponsorisé, ce qui en fait l'un des plus anciens soap opera. Dès 1951, la BBC Light Programme hérite de la diffusion, et ce, jusqu'en 1967. Après cette date, c'est la BBC Radio 4 qui le diffuse. The Archers rassemble depuis 1953 plus de 5 millions d'auditeurs en moyenne,.